# 市川松蔦 (2代目)
二代目 市川 松蔦（いちかわ しょうちょう、1886年（明治19年）9月23日 - 1940年（昭和15年）8月19日）は歌舞伎役者。本名は鈴木 鐵彌（すずき てつや）。屋号は若松屋。

## 人物

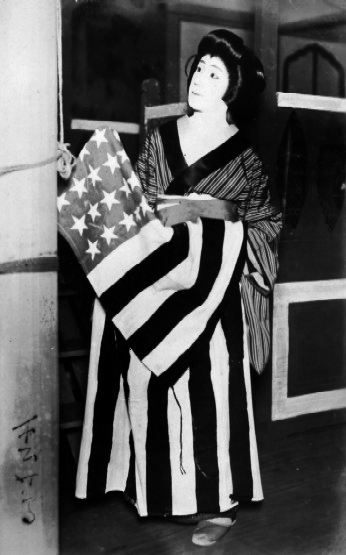
唐人お吉
----
昭和4年7〜8月歌舞伎座『唐人お吉』（真山青果原作）より

東京市四谷区（現在の東京都新宿区）出身。初代市川左團次の門人となり、1896年（明治29年） 9月東京歌舞伎座『鬼一法眼三略巻』で市川左喜松を名乗って初舞台。師の死後は子息の二代目市川左團次一座に加わり、若女形として腕を上げる。
1906年（明治39年）9月明治座の初代左團次追善興行『世響太鼓功』でお静実ハ梅が枝と巴御前の二役を勤め市川筵若と改名。1911年（明治44年） 正月明治座で二代目市川松蔦を襲名した。1913年（大正2年） には二代目左團次の妹で日本舞踊の高橋幸子と結婚。以後本郷座を拠点に一座の女形として活躍した。
従前の女形と違い、清楚な感じのする近代的な芸風で、義兄の新歌舞伎になくてはならない存在だった。時代物は不得手だったが、新歌舞伎の『鳥部山心中』のお染、『今様薩摩歌』のおまん、『番町皿屋敷』のお菊、『帰咲名残命毛』（尾上伊太八）のおさよ、『江戸絵両国八景』（荒川の佐吉）のお八重などの役を得意とし、左團次の女房役として大正の歌舞伎界をリードした。

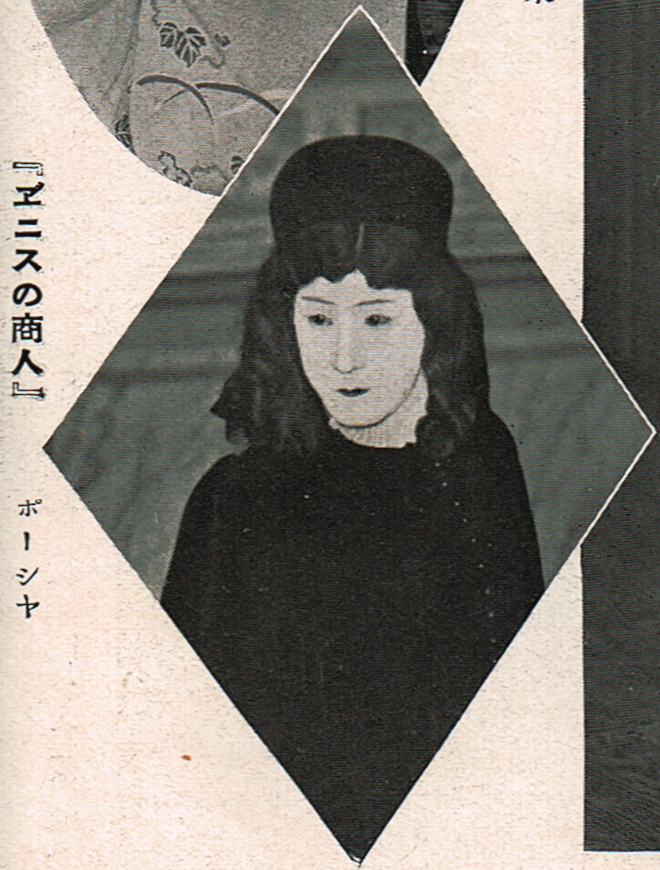
ポーシャ

また翻訳物では『ベニスの商人』のポーシャ、『オセロ』のデスデモーナ、復活狂言では『鳴神』の雲之絶間姫、南北物では『東海道四谷怪談』のお袖、黙阿弥物では『八幡祭小望月賑』（縮屋新助）のお美代などに真骨頂を見せ、その型は次代の手本となった。
大正時代における松蔦の人気は大変なもので、本郷座にほど近い東京帝大の学生たちが良い女のたとえとして「松蔦のような女」と言ったのが流行語にまでなったことからもそれはうかがえる。松蔦の活躍した時代はいわゆる大正デモクラシーの頃で、平塚らいてうや市川房枝らの青鞜社運動が起こり、前時代的な束縛からの解放を目指す女性が現れてきた時代だった。そんな時勢も松蔦の芸の追い風となった。加賀山直三は松蔦を評して「その冷たさの背後にそうした女性の自我の目覚めの黎明期の高揚された情熱的なムードがあって、役に芯のあるふくらみを持たせているのが忘れられない」（『新歌舞伎の筋道』）といったが、松蔦はまさに「新しい女性」を新歌舞伎の女形の中に創造した存在だった。
義兄の二代目左團次が死去すると、その後を追うように1940年（昭和15年）8月19日死去。53歳だった。
養子が七代目市川門之助。